# Laukaa
Laukaa [ˈlɑu̯kɑː] (schwedisch Laukas) ist eine Gemeinde in Finnland mit 18.775 Einwohnern (Stand 31. Dezember 2022). Sie liegt in der Landschaft Mittelfinnland 22 Kilometer nordöstlich von Jyväskylä. Nachbargemeinden sind Äänekoski im Norden, Konnevesi im Nordosten, Hankasalmi im Osten, Toivakka im Süden, Jyväskylä im Südwesten sowie Uurainen im Westen.
Das Kirchspiel Laukaa wurde 1593 gegründet und ist somit eines der ältesten in Mittelfinnland. Zu dem Kirchspiel gehörten ursprünglich auch große Teile der Nachbargemeinden. In Laukaa kreuzen sich die Staatsstraßen 4 (E 75), 9 (E 63) und 13 sowie die Bahnstrecke zwischen Pieksämäki und Haapajärvi. Die Gemeinde profitiert von der Nähe zu Jyväskylä, der größten Stadt der Region und weist seit Jahren eine positive Einwohnerentwicklung auf.
Die bekanntesten Söhne Laukaas sind der viermalige Rallye-Weltmeister Juha Kankkunen und der kommunistische Politiker Otto Wille Kuusinen. Laukaa unterhält Gemeindepartnerschaften mit Modum in Norwegen, Östra Göinge in Schweden, Vallø in Dänemark, Pereslawl-Saleskij in Russland und Rõngu in Estland.
Die Dörfer von Laukaa sind Haapala, Harhala, Hoho, Kirkonkylä (Pellosniemi), Kuhaniemi, Kuusa (oder Kuusaa), Lankamaa, Laukkavirta oder Tarvaala, Leinola, Leppävesi, Lievestuore, Metsolahti, Saarilampi, Savio, Simuna, Tervatehdas, Tiituspohja, Valkola, Vehniä, Vihtasilta, Vihtavuori, Vihtiälä, Vuontee und Äijälä.

## Wappen
Beschreibung des Wappens: „Im silbernen Wappen ein mit einem stilisierten Tannenzweig bestecktes rotes Herz“.

## Politik
Wie in den meisten ländlichen Gegenden Finnlands ist in Laukaa die Zentrumspartei die stärkste Partei. Bei den Kommunalwahlen 2008 erhielt sie über ein Drittel der Stimmen. Im Gemeinderat, der höchsten Entscheidungsinstanz bei lokalen Angelegenheiten, stellt sie 16 von 43 Abgeordneten. Zweitgrößte Fraktion sind die Sozialdemokraten mit neun Sitzen, gefolgt von der konservativen Nationalen Sammlungspartei mit sieben. Fünf Mandate errang das Linksbündnis, je zwei die rechtspopulistischen Basisfinnen und der Grüne Bund.
| Partei                    | Wahlergebnis 2008 | Sitze |
| ------------------------- | ----------------- | ----- |
| Zentrumspartei            | 35,2 %            | 16    |
| Sozialdemokraten          | 20,1 %            | 9     |
| Nationale Sammlungspartei | 16,8 %            | 7     |
| Linksbündnis              | 11,3 %            | 5     |
| Basisfinnen               | 5,9 %             | 2     |
| Grüner Bund               | 5,8 %             | 2     |
| Christdemokraten          | 4,8 %             | 2     |

## Persönlichkeiten

### Söhne und Töchter
- Otto Wille Kuusinen (1881–1964), kommunistischer Politiker
- Ale Riipinen (1883–1957), Turner
- Simo Peura (* 1957), Bischof
- Juha Kankkunen (* 1959), Rallyefahrer

### In Laukaa gestorben
- Mikko Hietanen (1911–1999), Langstreckenläufer
- Sylvi Saimo (1914–2004), Kanutin